# Марвин (Јужна Дакота)
Марвин (енгл. Marvin) град је у америчкој савезној држави Јужна Дакота.

## Демографија
По попису из 2010. године број становника је 34, што је 32 (-48,5%) становника мање него 2000. године.
| Група             | 2000.      | 2010.      |
| Белци             | 56 (84,8%) | 29 (85,3%) |
| Афроамериканци    | 0 (0,0%)   | 0 (0,0%)   |
| Азијати           | 0 (0,0%)   | 0 (0,0%)   |
| Хиспаноамериканци | 0 (0,0%)   | 0 (0,0%)   |
| Укупно            | 66         | 34         |